# 安圭拉 (密西西比州)
安圭拉（英語：Anguilla）是位於美國密西西比州夏基縣的城鎮。

## 人口
根據2020年美國人口普查的數據，安圭拉的面積為2.68平方千米，皆為陸地。當地共有人口496人，而人口密度為每平方千米185人。